# Sceat

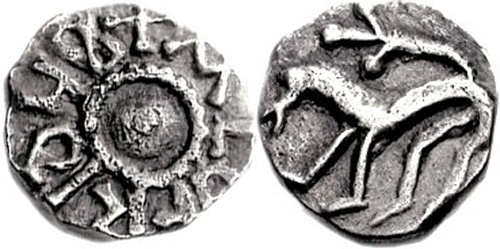
Un sceat frappé sous le règne d'Aldfrith de Northumbrie, entre 685 et 705.

Les sceattas (singulier : sceat, du vieil anglais), ou pseudo-sceattas, étaient des piécettes d'argent, au graphisme barbare et pesant moins d'un gramme, utilisées à partir de 650 par les marchands frisons et anglo-saxons qui commencent à développer le commerce le long des côtes de la mer du Nord, via les ports de Quentovic et Dorestad. Elles remplacèrent, à côté des deniers d'argent frappés par les ateliers laïcs et ecclésiastiques, l'or qui circulait jusqu'au début du VIIe siècle en Occident. Plus petites que les pièces d'or, elles font entre 10,5 et 12,5 millimètres de diamètre pour 0,8 à 1,3 gramme et sont de faible valeur.

## Diffusion

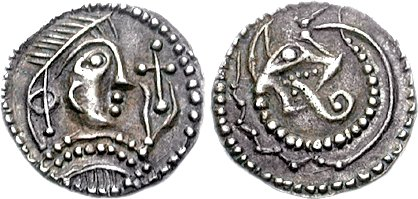
Un sceat frappé dans le Kent entre 720 et 740.

Les premières sceat sont battues dans le Kent et des sites donnant sur l'estuaire de la Tamise avant de se diffuser dans tout le sud de l'Angleterre et en Northumbrie. Elles se répandent au travers des échanges commerciaux en Frise et dans le delta du Rhin. Par la suite, elles se répandent dans toute la Gaule, comme en témoigne leur présence dans de nombreux trésors retrouvés à Bais (près de Rennes), Saint-Pierre-les-Étieux (près de Bourges), Nohanent (près de Clermont-Ferrand), Plassac (près de Bordeaux) et Cimiez (près de Nice). De nombreuses imitations locales furent faites en Gaule

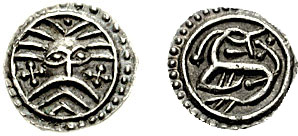
Un sceat frappé au Danemark entre 710 et 735.

Du fait de leur faible valeur, elles sont employées lors de transactions de peu d'importance. En conséquence, elles sont frappées en grand nombre jusqu'au milieu du VIIIe siècle. Les motifs présents sur les pièces se démarquent progressivement des motifs antiques et laissent place à des thèmes issus de la culture germanique.
Lors de l'assemblée de Ver de 755, le roi franc Pépin le Bref, face au désordre monétaire consécutif à leur succès et à la prolifération des ateliers privés, procéda à une « révolution monétaire », réaffirmant le monopole royal et cherchant à normaliser la frappe du denier d'argent, dès lors orné de son monogramme et d'environ 1,22 gramme (264 deniers dans la livre-poids romaine, soit 22 sous par livre et 12 deniers par sou).
Le denier d'argent se substitue progressivement aux sceattas. 

## Terminologie

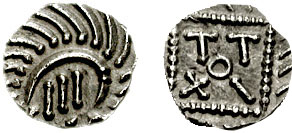
Un sceat frappé en Frise entre 710 et 735.

Le terme sceat est impropre et renvoie à l'origine à une unité de mesure de l'or qui correspond au poids d'un grain de blé. Ce terme apparait dans les lois d'Æthelberht sans désigner les pièces d'argent. Un débat terminologique existe sur la dénomination exacte et le terme penny qui vient du vieil anglais pening est parfois favorisé puisqu'on le retrouve dans des exemples de loi d'Ine, contemporain de l'usage de ces pièces.